# Народний рух (Німеччина)
Народний рух (нім. Völkische Bewegung, Фелкіше) — націоналістичний, а також расистський рух, політична ідеологія, поширені в Німеччині кінця XIX — початку XX століття. Рух використовував ідеї вчення аріософії, введеного Гвідо фон Лістом, поєднуючись з ідеями пангерманізму, націоналістичного романтизму та соціал-дарвінізму. У фелькіше входили різні групи об'єднань.
Провідну роль у створенні ідей фелькіше грали твори Гвідо фон Ліста та Йорга Ланца фон Лібенфельса. Великий вплив на формування фелькіше як єдиного руху справили ідеї Германа Вірта.
|  | Аріософи, які почали свою діяльність в Відні, незадовго до Першої світової війни, з'єднали народницький (volkisch) німецький націоналізм та расизм з окультними ідеями, позиченими з теософії Олени Блаватської — з метою передбачення і виправдання майбутньої ери німецького світового порядку. |

У січні 1902 року Теодором Фрічем у Лейпцигу було організовано видавництво, що випускало антисемітський журнал «Молот» (нім. "Der Hammer"). Подібний журнал Ostara організував Ланц, який у своєму маніфесті проголосив, що Ostara — це
|  | перший та єдиний расово-економічний журнал, який намірений практично використовувати антропологічні дані для того, щоб науковим чином перешкодити повстанню нижчих рас та захистити благородство раси європейської. |

Подальшим кроком стало створення 1912 року «Імперського союзу „Молот“» (нім. Reichshammerbund) — організації, що об'єднала всі групи "Молот". Було також створено підпільну організацію — «Німецький орден» (нім. Germanenorden), подібна до неї за ідеологією та організаційною структурою і зіграла роль у становленні доктрини націонал-соціалізму.
У 1919 році Макс Бем спільно з Генріхом фон Гляйхеном і Артуром Меллером заснував фелькіш-національний «Червневий клуб» (дискусійний майданчик молодоконсерваторів ).